# Vuisternens-devant-Romont
Vuisternens-devant-Romont (antiguamente en alemán, Winterlingen bei Remund) es una comuna suiza situada en el cantón de Friburgo. Tiene una población estimada, a fines de 2021, de 2361 habitantes.
La comuna actual es el resultado de la fusión el 1 de enero de 2003 de las antiguas comunas de Lieffrens, Les Ecasseys, Sommentier, La Magne, La Joux, Villariaz y Estévenens. Además el 1 de enero de 2004 la comuna de La Neirigue fue también integrada a la nueva entidad.